# Lennox Honychurch
Lennox Honychurch (Portsmouth (Dominica), 27 de diciembre de 1952) historiador y político de Dominica.
Se ha encargado de la información de The Dominica Museum en Roseau, fue senador desde 1975 a 1979 como miembro del Dominica Freedom Party y secretario de prensa de este partido cuando estuvo en el poder.

## Obra
- The Dominica Story , 1975
- The Caribbean People,1980
- Dominica: Isle of Adventure, 1991